# Сариолен (Курчумський район)
Сариоле́н (каз. Сарыөлең) — село у складі Курчумського району Східноказахстанської області Казахстану. Адміністративний центр Сариоленського сільського округу.
Населення — 840 осіб (2021; 985 у 2009, 1015 у 1999, 1424 у 1989).
Національний склад станом на 1989 рік:
- казахи — 100 %

Станом на 1989 рік село називалося Роздольне.